# 星空の音楽会
『星空の音楽会』（Tom and Jerry in the Hollywood Bowl,1950年9月16日）は、「トムとジェリー」の作品の一つ。日本においては現在パブリックドメインとなっている。

## スタッフ
- 監督 - ウィリアム・ハンナ、ジョセフ・バーベラ
- 製作 -フレッド・クインビー
- 脚本 - ウィリアム・ハンナ、ジョセフ・バーベラ(全員クレジット無し)
- 原画 - ケネス・ミューズ　エド・バージ　レイ・パターソン　アーヴン・スペンス
- レイアウト - リチャード・ビッケンバック(クレジット無し)
- 背景 - ロバート・ジェントル(クレジット無し)
- 撮影 - ジャック・スティーヴンス(クレジット無し)
- 編集 - ジム・フェアーズ(クレジット無し)
- サウンドエディター - ジム・フェアーズ(クレジット無し)
- 音楽監督 - スコット・ブラッドリー
- 彩色・現像 - テクニカラー
- 録音プロセス - ウエスタン・エレクトリック、パースペクタ・ステレオ(再公開版のみ)
- 制作 - メトロ・ゴールドウィン・メイヤー・カートゥーン・スタジオ（英語版）
- 配給 - メトロ・ゴールドウィン・メイヤー

## 作品内容
ハリウッド・ボウルにて星空の下、演奏会が催された。指揮者はトム。曲目は、ヨハン・シュトラウス2世の「『こうもり』序曲」。
そこへ同じく指揮者をやるつもりでいるジェリーも譜面台に乱入し、指揮をこなしつつ追い払おうとするトムとのドタバタを展開。
そして舞台下に追いやられて怒ったジェリーは、下から舞台の床をノコギリでくり抜き、演奏者のネコたちを次々と床下に落としてしまう。団員が次々と消失する事態に気付いたトムは一人で全パートを担当し、ついには同時に全ての楽器を演奏するという人間離れした技術を見せる。そんな死に物狂いの「一人オーケストラ」を敢行するトムにタクトを振るジェリー。ちゃっかり指揮者の座を独占してしまうのだった。
演奏会は終了。精根尽き果てたトムはジェリーに続いて観客に一礼しようとするが、そのまま団員らと同じようにステージの下へと吸い込まれていった。

## 登場キャラクター
トム
オーケストラ指揮者として登場。演奏本番中ジェリーに邪魔され、その都度追放を繰り返しつつ指揮を続けるが、やがてジェリーがオーケストラ団員を舞台下へ落とし始めたため一人何役もこなさざるを得なくなり、指揮者の座をジェリーに奪われた。演奏終了後は自身も床下に落とされている。
ジェリー
トムから指揮者の座を奪おうと様々ないたずらを仕掛ける。トムに幾度となく追い払われるが、最後は床をノコギリでくり抜いて演奏者の猫たちを次々と床下に落とし、トムに全楽器を一人で演奏させた。この策略により最後は自身が指揮者の座を独占し、疲労困憊のトムに代わって拍手喝采とスポットライトを浴びた。
演奏会のオーケストラ
全員が薄茶色のネコ（全員トムと瓜二つ）で、トムが指揮する下で各楽器を演奏するが、やがてジェリーが床をノコギリでくり抜いたため床下へ次々と落とされる。